# Arasz Gaderi
Arasz Gaderi (pers. ‏آرش قادری‎, ur. 1 października 1998 w Araku) – irański piłkarz, grający na pozycji środkowego obrońcy w irańskim klubie Teraktor Sazi Tebriz. Wychowanek Aluminium Arak, w swojej karierze grał także w Pajkanie Teheran.